# Biología forense
La biología forense se ocupa de la colección, identificación y estudio de seres vivos que pueden funcionar como evidencia en materias legales, en especial en casos que llegan a un tribunal de justicia.
Ejemplos de su aplicación son cuando se comercializan especies protegidas (tanto las evidentes mascotas exóticas como especies enlatadas como alimento, o utilizadas en curtiembre o en otros usos) cuando se identifican infestaciones que pueden llevar a litigios, o cuando se identifican las especies ligadas a una muerte dudosa, que puedan dar información sobre el momento y lugar del deceso.
El rol de la biología en las ciencias forenses es el de aportar información útil a las investigaciones legales y la criminalística, mediante el estudio sistemático de las huellas o indicios biológicos dejados por el autor de un crimen o la víctima, con la finalidad de determinar la relación con el hecho delictivo o la muerte y apoyar técnica y científicamente a la investigación.
La entomología forense hoy es una práctica aceptada, siendo su aplicación más resonante la estimación del intervalo post mortem.